# 佐々木侑
佐々木 侑（ささき ゆき、1985年5月23日 - ）は、日本の元女子バレーボール選手。

## 来歴
山口県厚狭郡山陽町（現：山陽小野田市）出身。
両親・姉の影響で小学1年よりバレーボールを始める。
2004年、PFUブルーキャッツに入団、チームのエーススパイカーとして活躍した。
2008年、三洋電機レッドソアに移籍したが、前チームの移籍同意書が得られず2008/09シーズンはリーグ戦に出場できなかった。
2011年5月より三洋電機レッドソアの主将を務めた。
2012年4月、同チームの解散に伴い、実妹の佐々木萌とともにVプレミアリーグ・岡山シーガルズに移籍した。移籍直後の第61回黒鷲旗大会からスタメン起用され、中心選手として活躍。2012/13Vプレミアリーグで3位、平成25年度皇后杯バレーボール選手権、2013/14Vプレミアリーグで準優勝と好成績を残した。
2014年6月、岡山シーガルズを退団し現役引退。
2024年現在は兵庫県姫路市でパーソナルトレーナーとして活動する。

## 受賞歴
- 2006年 第8回V1リーグ 敢闘賞
- 2007年 2006/07Vチャレンジリーグ 得点王（最多得点）
- 2008年 2007/08Vチャレンジリーグ 敢闘賞

## 所属チーム
- 山陽町立埴生小
- 埴生中
- 宇部商業高等学校
- PFU/PFUブルーキャッツ（2004-2008年）
- 三洋電機レッドソア（2008-2012年）
- 岡山シーガルズ（2012-2014年）